# Malky Mackay
Pour les articles homonymes, voir Malcolm Mackay (homonymie) et Mackay.
Malcolm George Mackay, aussi appelé Malky Mackay (né le 19 février 1972 à Bellshill), est un footballeur international écossais évoluant au poste de défenseur et aujourd'hui entraîneur

## Carrière

### Joueur
Formé au poste de défenseur au club de Queen's Park, à Glasgow (Écosse), Malcolm Mackay signe au Celtic durant l'été 1993.

### Entraîneur

#### Watford
En novembre 2008, Mackay est nommé entraîneur temporaire de Watford, en remplacement d'Aidy Boothroyd. Il est remplacé par Brendan Rodgers après quatre matchs, mais est nommé entraîneur permanent le 15 juin 2009.

#### Cardiff City
Le 17 juin 2011, il est nommé entraîneur de Cardiff City en remplacement de Dave Jones, licencié deux semaines plus tôt, et signe un contrat renouvelable d'une année. Dès son arrivée, il restructure de nombreux secteurs du club. Il recrute dix joueurs et six membres de l'encadrement d'équipe, et fait entreprendre des travaux d'aménagement au terrain d'entraînement du Vale of Glamorgan Resort, permettant désormais l'hébergement du staff technique et prévoyant l'installation d'une salle de réunions destinée à l'analyse des matchs et  à la préparation des séances d'entraînement.
Il dirige son premier match officiel sous ses nouvelles couleurs le 7 août 2011 à l'occasion de la rencontre West Ham-Cardiff City (victoire de Cardiff City 0-1). Sous sa direction, l'équipe de Cardiff City renaît, après une fin de saison 2010-2011 calamiteuse, la voyant échouer en play-offs de Championship et perdant 12 cadres en quelques semaines. Ainsi, pour les observateurs, la façon dont Mackay dirige l'équipe, de manière économe et patiente, porte rapidement ses fruits et fait de l'entraîneur un des entraîneurs du club les plus populaires depuis Eddie May.
Fidèle à sa réputation, il lance de nombreux jeunes joueurs pour les habituer aux rigueurs du plus haut niveau. Ainsi, dès sa première année à Cardiff, il donne du temps de jeu en équipe première à de tout jeunes joueurs dont c'est souvent la première expérience : Joe Ralls, Adedeji Oshilaja, Joe Mason, Rudy Gestede, Theo Wharton et Haris Vučkić. Mais plus que tout, ce sont ses résultats à la tête de l'équipe qui attirent l'attention. Il parvient à qualifier le club en finale de la coupe de la Ligue contre Liverpool et, quelques jours avant la finale, voit son contrat prolongé jusqu'en juin 2016. Malgré la défaite durant la séance des tirs au but, durant cette finale du 26 février 2012 au Wembley Stadium, Mackay déclare devant la presse : « Ce qui ne vous tue pas vous rend plus fort », soulignant que ses joueurs s'inclinent « avec dignité ». Par-delà les résultats de l'équipe, les performances de Mackay sont scrutées par les observateurs qui lui prédisent une carrière d'entraîneur en Premier League. À la suite de mauvais résultats et notamment une dernière défaite 3 à 0 contre Southampton, il est licencié le 27 décembre 2013.

### Wigan Athletic
Entre le 19 novembre 2014 et le 6 avril 2015 il est entraîneur du Wigan Athletic.

## Palmarès

### Joueur
| Celtic - Championnat d'Écosse de football - Champion : 1997-1998 | Norwich City - Football League Second Division (D3) - Champion : 2003-2004 | West Ham United - Playoffs de Championship (D2) - Vainqueur : 2005 | Watford - Playoffs de Championship (D2) - Vainqueur : 2006 |

### Entraîneur

#### En club
Cardiff City
- Coupe de la Ligue : finaliste (1)
  - 2011-2012

### Distinctions personnelles
| Watford - Championnat d'Angleterre de football D2 - Meilleur entraîneur : mars 2011. | Cardiff City - Championnat d'Angleterre de football D2 - Meilleur entraîneur : novembre 2011. |

## Statistiques

### Comme joueur
| Saison                | Club                  | Championnat             | Championnat | Championnat | Coupe(s) nationale(s) | Coupe(s) nationale(s) | Écosse | Écosse | Total | Total |
| Saison                | Club                  | Division                | M.          | B.          | M.                    | B.                    | M.     | B.     | M.    | B.    |
| 1996 - 1997           | Celtic FC             | Scottish Premier League | 17          | 1           | 5                     | 2                     | -      | -      | 22    | 3     |
| 1997 - 1998           | Celtic FC             | Scottish Premier League | 4           | 1           | 3                     | 0                     | -      | -      | 7     | 1     |
| 1998 - 1999           | Celtic FC             | Scottish Premier League | 1           | 1           | 1                     | 0                     | -      | -      | 2     | 1     |
| Sous-total            | Sous-total            | Sous-total              | 22          | 3           | 9                     | 2                     | 0      | 0      | 31    | 5     |
| 1998 - 1999           | Norwich City          | Division One            | 27          | 1           | 3                     | 0                     | -      | -      | 30    | 1     |
| 1999 - 2000           | Norwich City          | Division One            | 22          | 0           | 3                     | 0                     | -      | -      | 25    | 0     |
| 2000 - 2001           | Norwich City          | Division One            | 38          | 1           | 2                     | 0                     | -      | -      | 40    | 1     |
| 2001 - 2002           | Norwich City          | Division One            | 47          | 4           | 3                     | 0                     | -      | -      | 50    | 4     |
| 2002 - 2003           | Norwich City          | Division One            | 37          | 6           | 4                     | 0                     | -      | -      | 41    | 6     |
| 2003 - 2004           | Norwich City          | Division One            | 45          | 4           | 2                     | 0                     | 3      | 0      | 50    | 4     |
| Sous-total            | Sous-total            | Sous-total              | 216         | 16          | 17                    | 0                     | 3      | 0      | 236   | 16    |
| 2004 - 2005           | West Ham United       | Championship            | 18          | 2           | 4                     | 0                     | 1      | 0      | 23    | 2     |
| Sous-total            | Sous-total            | Sous-total              | 18          | 2           | 4                     | 0                     | 1      | 0      | 23    | 2     |
| 2005 - 2006           | Watford FC            | Championship            | 41          | 3           | 2                     | 0                     | -      | -      | 43    | 3     |
| 2006 - 2007           | Watford FC            | Championship            | 14          | 0           | 3                     | 2                     | -      | -      | 17    | 2     |
| 2007 - 2008           | Watford FC            | Championship            | -           | -           | 1                     | 0                     | -      | -      | 1     | 0     |
| Sous-total            | Sous-total            | Sous-total              | 55          | 3           | 6                     | 2                     | 0      | 0      | 61    | 5     |
| Total sur la carrière | Total sur la carrière | Total sur la carrière   | 311         | 24          | 36                    | 4                     | 4      | 0      | 351   | 28    |

### Comme entraîneur
| Équipe                | Pays           | du              | au               | Statistiques | Statistiques | Statistiques | Statistiques | Statistiques |
| Équipe                | Pays           | du              | au               | J            | V            | N            | D            | % de v.      |
| --------------------- | -------------- | --------------- | ---------------- | ------------ | ------------ | ------------ | ------------ | ------------ |
| Watford (intérimaire) | Angleterre     | 4 novembre 2008 | 24 novembre 2008 | 4            | 2            | 0            | 2            | 50,00 %      |
| Watford               | Angleterre     | 15 juin 2009    | 17 juin 2011     | 99           | 33           | 25           | 41           | 33,33 %      |
| Cardiff City          | Pays de Galles | 17 juin 2011    | 27 décembre 2013 | 84           | 42           | 22           | 20           | 50,00 %      |

Dernière mise à jour : 27 décembre 2013
Source : Soccerbase.